# ایپی واتانابه
ایپی واتانابه (انگلیسی: Ippei Watanabe؛ زادهٔ ۲۸ سپتامبر ۱۹۶۹) بازیکن فوتبال اهل ژاپن است.
از باشگاه‌هایی که در آن بازی کرده‌است می‌توان به باشگاه فوتبال ویسل کوبه و باشگاه فوتبال جوبیلو ایواتا اشاره کرد.